# Derek Barton
Derek Harold Richard Barton, född den 8 september 1918 i Gravesend, Kent, England, död den 16 mars 1998 i College Station, Texas, USA, var en brittisk kemist. År 1969 tilldelades han Nobelpriset i kemi tillsammans med Odd Hassel för deras bidrag till utvecklingen av begreppet konformation och dess tillämpning inom kemin.

## Biografi
Barton var son till William Thomas och Maude Henrietta Barton (född Lukes). Han gick på Gravesend Grammar School (1926–29), The King's School, Rochester (1929–32), Tonbridge School (1932–35) och Medway Technical College (1937–39). År 1938 började han studera på Imperial College London, där han tog kandidatexamen 1940 och avlade sin doktorsexamen i organisk kemi 1942.
Barton gifte sig tre gånger, med Jeanne Kate Wilkins 1944, med Christiane Cognet 1969 och med Judith Von-Leuenberger Cobb 1993, och fick en son i sitt första äktenskap.

## Karriär och vetenskapligt arbete
Från 1942 till 1944 var Barton statlig forskningskemist och från 1944 till 1945 arbetade han för Albright and Wilson i Birmingham. Han blev sedan biträdande lektor vid institutionen för kemi vid Imperial College, och från 1946 till 1949 var han forskningsstipendiat vid Imperial Chemical Industries.
Under 1949 och 1950 var han gästföreläsare i naturproduktkemi vid Harvard University, och utnämndes sedan till docent i organisk kemi och 1953 till professor vid Birkbeck College. År 1955 blev han Regius professor i kemi vid University of Glasgow och 1957 utnämndes han till professor i organisk kemi vid Imperial College. 
År 1950 visade Barton att organiska molekyler kunde tilldelas en föredragen konformation baserad på resultat som ackumulerats av kemiska fysiker, särskilt av Odd Hassel. Med hjälp av denna nya teknik för konformationsanalys bestämde han senare geometrin hos många andra molekyler för naturprodukter.
År 1958 utnämndes Barton till Arthur D. Little gästprofessor vid Massachusetts Institute of Technology och 1959 till Karl Folkers gästprofessor vid universiteten i Illinois och Wisconsin. Samma år valdes han till utländsk hedersmedlem i American Academy of Arts and Sciences.
Barton flyttade till Texas i USA 1986 och blev framstående professor vid Texas A&M University och verkade i denna position i 12 år fram till sin död. År 1996 publicerade han en omfattande volym av sina verk, med titeln Reason and Imagination: Reflections on Research in Organic Chemistry.
Förutom för sitt arbete med konformation är han känd för ett antal reaktioner inom organisk kemi som Barton-reaktionen, Barton-dekarboxyleringen och Barton-McCombie-deoxygeneringen. 

## Utmärkelser och hedersbetygelser
- Edward Harrison Memorial Prize,  1947[21]
- Corday-Morgan Prize,  1949[22]
- Tilden Prize,  1952[23]
- Ernest Guenther Award,  1957[24]
- Roger Adams Award in Organic Chemistry,  1959[25]
- Davymedaljen,  1961[26]
- Hedersdoktor vid Montpelliers universitet,  1962[27]
- Nobelpriset i kemi, med  Odd Hassel,  1969[28][29]
- Robert Robinson Award,  1970[30]
- Bakerföreläsningen,  1970
- Longstaff Prize,  1972[31]
- Royal Medal,  1972
- Knight Bachelor,  1972
- Riddare av Hederslegionen,  1972
- Hedersdoktor vid Valencia Universitet,  1979[32]
- Copleymedaljen,  1980[33]
- American Chemical Society Award for Creative Work in Synthetic Organic Chemistry,  1989
- Oesper Award,  1991[34]
- Hedersdoktor vid Kinas vetenskapsakademi,  1991[35]
- Hedersdoktor vid Université Paul Cézanne Aix-Marseille III,  25 september 1991[36]
- Chemical Pioneer Award,  1993[37]
- Priestleymedaljen,  1995[38]
- Lavoisiers medalj,  1995
- Fellow of the Royal Society
- Hedersdoktor vid University of Hong Kong
- Medlem av Royal Society of Edinburgh
- Royal Society Bakerian Medal
- Fellow of the American Academy of Arts and Sciences
- Hedersdoktor vid Universitetet i Salamanca

[Redigera Wikidata]